# Париаул
Париаул — покинутый аул в Чеберлоевском районе Чеченской Республики.

## География
Аул расположен к востоку от районного центра Шаро-Аргун.
Ближайшие населённые пункты и развалины покинутых аулов: на северо-западе — бывший аул Газиаул, на юго-западе — бывшие аулы Арапоаул, Мамонаул, Тушикаул и Пэтэаул.